# Landreva subaptera
Landreva subaptera är en insektsart som beskrevs av Lucien Chopard 1925. Landreva subaptera ingår i släktet Landreva och familjen syrsor. Inga underarter finns listade i Catalogue of Life.